# ميلان باروش
ميلان باروش (بالتشيكية: Milan Baroš)‏ (28 أكتوبر 1981 في فالاشسكي ميزيريتشي) لاعب كرة قدم تشيكي يلعب حاليا في نادي دوري السوبر التركي غلاطا سراي ومنتخب التشيك في مركز المهاجم.

## المسيرة الرياضية مع الأندية

### ليفربول
بدأ باروش مسيرته الرياضية في نادي بانيك أوسترافا سنة 1998 وفي ديسمبر 2001 انتقل إلى نادي ليفربول الإنجليزي وتم تسليمه القميص رقم 5. شارك في أول مباراة رسمية أمام نادي برشلونة الإسباني على ملعب الأخير كامب نو ضمن بطولة دوري أبطال أوروبا وهي مباراته الوحيدة في ذلك الموسم. في الموسم التالي استطاع تسجيل هدفين في مرمى نادي بولتون واندررز على ملعب الأخير ضمن بطولة الدوري الإنجليزي الممتاز وفي نهاية الموسم صار مجموع أهدافه 12 هدف. كان من المتوقع أن تبرز موهبة باروش أكثر في موسم 2003-2004 ولكنه تعرض إلى إصابة في الكاحل أبعدته لفترة 6 أشهر وعندما عاد سجل هدفين فقط. قبل نهاية الموسم بقليل صرح باروش أنه إذا بقي الفرنسي جيرارد هولييه مديرا فنيا لنادي ليفربول فإنه سيطلب الرحيل ولكن الذي حدث هو إقالة هولييه وتعيين الإسباني رافاييل بينيتز مكانه.
بعدما عاد من المشاركة في بطولة كأس الأمم الأوروبية لكرة القدم 2004 بلقب هداف البطولة فإن باروش واصل تسجيل الهداف في بداية موسم 2004-2005 حيث استغل باروش بيع مايكل أوين وإميل هيسكي وإصابة جبريل سيسي لإثبات جدارته كمهاجم النادي الأوحد. على الرغم من تصدره لائحة هدافي فريقه برصيد 13 هدف منها ثلاثية في مرمى نادي كريستال بالاس فإن بينيتيز استبعده من المشاركة في المباراة النهائية لبطولة كأس رابطة الأندية الإنجليزية المحترفة أمام نادي تشيلسي والتي انتهت بفوز نادي تشيلسي 3-2 في الوقت الإضافي. لعب باروش دور مهم في مباريات نادي ليفربول في بطولة دوري أبطال أوروبا حيث كان يلعب في مركز المهاجم وحده في التشكيلة طوال مباريات النادي واستطاع أن يكون عامل مهم في تحقيق لقب البطولة ولكنه لم يصعد لمنصة البطولة لاستلام الميدالية الذهبية وكأس البطولة وقرر الرحيل عن أرض الملعب.
في يونيو 2005 أصبح مستقبل باروش في نادي ليفربول مجهول حيث قرر أن يرحل عن النادي فورا للانضمام إلى نادي ليون الفرنسي والاجتماع مجددا بهولييه الذي عبر عن رغبته في التعاقد معه. على الرغم من ذلك فإن باروش رفض العرض المقدم لضمه وقال بأنه يرغب في إثبات جدارته في نادي ليفربول أولا. ذكرت تقارير صحفية بأن نادي ليفربول كان يحاول بشكل يائس بيع باروش قبل نهاية فترة الانتقالات الصيفية في 31 أغسطس. وزاد نادي ليفربول من احتمال رحيل باروش بالتعاقد مع المهاجم الإنجليزي بيتر كراوتش من نادي ساوثهامبتون بالإضافة إلى قرار بينيتز بعدم إشراك باروش في مباريات بطولة دوري أبطال أوروبا من أجل زيادة فرصة رحيله إلى أحد الأندية المشاركة في البطولات القارية. دخل نادي شالكه الألماني على خط المنافسة للظفر بتوقيع باروش ولكن الأخير فضل البقاء في إنجلترا أو الانتقال إلى أحد الأندية الإسبانية. شارك كبديل في مباراتين في بطولة الدوري الممتاز وكانتا الأخيرتين بقميص النادي.

### أستون فيلا
في أغسطس 2005 انتقل باروش إلى نادي أستون فيلا الإنجليزي مقابل 6.5 مليون جنيه إسترليني موقعا على عقد يمتد لأربع سنوات وتم تسليمه القميص رقم 10. بعد مرور 10 دقائق من بداية أول مباراة رسمية يشارك فيها باروش مع ناديه الجديد أستون فيلا استطاع تسجيل هدف في مرمى نادي بلاكبيرن روفرز. في نهاية الموسم صار مجموع أهدافه 8 أهداف في 25 مباراة كما أنه سجل 3 أهداف في بطولة كأس الاتحاد الإنجليزي لكرة القدم وهدف واحد في بطولة كأس رابطة الأندية الإنجليزية المحترفة. على الرغم من هذا الكم من الأهداف إلا أنه لم يستطع الدخول في قلوب مشجعي النادي بسبب عدم بذله المزيد من الجهد على أرضية الملعب.
في الموسم التالي عانى باروش من عدة صعوبات حيث قام المدير الفني الأيرلندي الشمالي مارتن أونيل باختياره مع الأرجنتيني خوان بابلو أنغل كمهاجمين أساسيين ولكن بسبب تعرضه للإصابة فإنه فقد مركزه الأساسي لصالح لوك مور وغابرييل أغبونلاهور. حاول أونيل إثارة عزم باروش في منافسة زملائه المهاجمين لاستعادة مركزه الأساسي قبل افتتاح فترة الانتقالات الشتوية وفي 11 ديسمبر استطاع باروش تسجيل أول أهدافه في الموسم بتسديدة من مدى بعيد في مرمى نادي شيفيلد يونايتد لتنتهي المباراة بالتعادل الإيجابي 2-2. على الرغم من تسجيله هدفه الثاني في مرمى نادي مانشستر يونايتد ضمن بطولة كأس الاتحاد الإنجليزي لكرة القدم إلا أن نادي أستون فيلا فضل مقايضة باروش بمهاجم نادي ليون النرويجي جون كارو.

### ليون
في 22 يناير 2007 انتقل باروش إلى نادي ليون مجتمعا مجددا بهولييه بعدما كانا معا في نادي ليفربول. وكانت الصفقة عبارة عن مبادلة باروش بكارو الذي انتقل إلى نادي أستون فيلا حيث وقع على عقد يمتد لثلاث مواسم ونصف. في 24 يناير 2007 شارك باروش في أول مباراة رسمية مع نادي ليون في مواجهة نادي بوردو ضمن بطولة دوري الدرجة الأولى.
في 18 أبريل 2007 وخلال مباراة نادي ليون ونادي رين تم اتهام باروش بالقيام بحركة عنصرية نحو لاعب الوسط الكاميروني ستيفان مبيا بسبب نجاح الأخير في الحد من خطورته فما كان من باروش إلا أن امسك بأنفه ونثر المخاط على مبيا كما لو كان ممسحة قذرة. وبعد نهاية المباراة قال باروش بأنه لم يكن يقصد بأن تكون هذه الحركة عنصرية ولكنه كان يحاول إخبار مبيا بأن يبتعد عنه وأن يتركه وشأنه. في 4 مايو قرر اللجنة التأديبية التابعة لاتحاد فرنسا لكرة القدم إحضار مبيا وباروش للاستماع لشهادتهما لما حدث. قرر اللجنة التأديبية أن باروش لم يكن يقصد القيام بحركة عنصرية ولكنه قام بعمل منافي للروح الرياضية وبالتالي تم إيقافه عن مشاركته ناديه حتى نهاية الموسم.
بعد رحيل المدرب جيرارد هولييه قدم باروش أداء منخفض مع المدرب الجديد ألان بيران في بداية موسم 2007-2008. في 1 نوفمبر قبضت الشرطة الفرنسية على باروش وهو يسوق سيارته الفيراري بسرعة 271 كيلو متر في الساعة على الرغم من أن السرعة القصوى للشارع هي 130 كيلو متر في الساعة. وقالت الشرطة بأن باروش حطم الرقم القياسي في السرعة حيث كان السابق بسرعة 248 كيلو متر في الساعة سنة 2000. وقال باروش لرجال الشرطة بعدما قبضوا عليه بأنه كان يرغب في سماع صوت سيارته الفيراري إذا وصلت سرعتها إلى 200 كيلو متر في الساعة. نتيجة لذلك تم مصادرة سيارته ورخصة سياقته وعاد إلى منزله بتاكسي. وما زال باروش في انتظار قرار المحكمة التي من المتوقع أن تحكم عليه بسحب رخصة قيادته لمدة 3 سنوات ودفع غرامة مالية كبيرة.

### بورتسموث
في 27 يناير 2008 تم منح باروش فرصة جديدة لإثبات جدارته في الملاعب الإنجليزية حيث فاجأ الجميع بقبول عقد الإعارة إلى نادي بورتسموث حتى نهاية موسم 2007-2008 وإذا قدم أداء عالي المستوى فإن نادي بورتسموث سيحول عقد الإعارة إلى عقد دائم مقابل 7 ملايين يورو. شارك باروش في أول مباراة رسمية مع نادي بورتسموث أمام نادي مانشستر يونايتد في 30 يناير 2008.
لم يستطع باروش تسجيل أي هدف طوال المباريات الستة عشر التي شارك فيها ببطولة الدوري الممتاز وكأس الاتحاد الإنجليزي لكرة القدم ولكنه لعب دور مهم في الحصول على البطولة الأخيرة. حصل على ركلة جزاء أمام نادي مانشستر يونايتد والتي جاء منها هدف الفوز بمباراة الدور الربع النهائي ومرر كرة هدف زميله المهاجم النيجيري نوانكو كانو في مباراة الدور النصف النهائي أمام نادي ويست بروميتش ألبيون مع احتمال لمسه الكرة من دون أن يشاهده حكم الساحة أو مساعده. آخر مباريات باروش مع نادي بورتسموث كانت المباراة النهائية للبطولة أمام نادي كارديف سيتي على ملعب ويمبلي حيث شارك كبديل مكان كانو في الدقيقة 87.
في نهاية الموسم قرر مسئولو نادي بورتسموث عدم التعاقد مع باروش وبالتالي عاد إلى نادي ليون.

### غلاطا سراي
في أغسطس 2008 انضم باروش إلى نادي غلاطا سراي التركي مقابل 5.5 مليون يورو مجتمعا مجددا بلاعب الوسط الأسترالي هاري كيويل بعدما كانا معا في نادي ليفربول. شارك في أول مباراة رسمية أمام نادي كايسري سبور حيث شارك في آخر 15 دقيقة. باروش سجل هدفه التاسع عشر في مباراته الحادية العشرين في 8 يناير 2009.
سجل باروش أول وثاني أهدافه مع نادي غلاطا سراي في مرمى نادي بيلينزونا السويسري ضمن مباريات الدور الأول من بطولة كأس الاتحاد الأوروبي. بعد 3 أيام وفي أول مباراة يشارك فيها أساسيا في بطولة الدوري سجل باروش هدفين في مرمى نادي كوكايلي سبور وانتهت المباراة بفوز نادي غلاطا سراي 4-1.
في 21 ديسمبر 2008 أصبح باروش متصدر لائحة هدافي بطولة الدوري برصيد 14 هدف بعدما سجل ثلاثة أهداف هاتريك في مباراة الديربي المثيرة على نادي بشيكطاس حيث سجل هدفين من ركلتي جزاء وبعد تمريرات بينية قصيرة بينه وبين زميله البرازيلي لينكون أنهاها في المرمى وانتهت المباراة بفوز نادي غلاطا سراي 4-2. وفي ختام الدوري تمكن المهاجم من الحصول على لقب هداف دوري السوبر التركي برصيد 20 هدف متفوقا على اقرب منافسيه بفارق 4 اهداف.

## المسيرة الرياضية مع المنتخبات
سجل باروش أول هدف دولي مع منتخب التشيك في نهائيات بطولة كأس الأمم الأوروبية لكرة القدم 2004 في مرمى منتخب لاتفيا وانتهت المباراة بفوز زملاء باروش 2-1. ثم سجل هدف التعادل في مرمى منتخب هولندا ثم مرر الكرة نحو يان كولر الذي سددها بنجاح في المرمى لتنتهي المباراة بالتعادل الإيجابي 2-2. وفي المباراة الثالثة من الدور الأول واجهوا منتخب ألمانيا حيث أنهم كانوا محتاجون لتحقيق نتيجة الفوز للتأهل إلى الدور الربع النهائي. ونجح باروش في تسجيل الهدف الثاني وقيادة منتخب بلاده لتحقيق نتيجة 2-1 والتأهل لمواجهة منتخب الدانمارك حيث سجل هدفين آخرين ليفوز منتخب التشيك بنتيجة 3-0 وليتوج بلقب هداف البطولة برصيد 5 أهداف.
في نهائيات بطولة كأس العالم لكرة القدم 2006 التي أقيمت في ألمانيا لم يشارك في أول مباراتين أمام منتخبي الولايات المتحدة وغانا بسبب عدم شفائه من الإصابة وعاد في المباراة الثالثة والأخيرة في الدور الأول أمام منتخب إيطاليا ولكنه لم يستطع استعادة لياقته البدنية كاملة فبالتالي شارك بديلا في الدقيقة 65.
على الرغم من أن الكثيرين يعتبرون أن باروش يتألق فقط مع منتخب بلاده وليس مع النادي فإن مستوى باروش مع منتخب التشيك تراجع كثيرا في السنتين التاليتين. في نهائيات بطولة كأس الأمم الأوروبية لكرة القدم 2008 التي أقيمت في النمسا وسويسرا معا فإن باروش لم يشارك في المباراة الأولى أمام منتخب سويسرا وشارك في المباراة الثانية والثالثة أمام منتخبي البرتغال وتركيا من دون أن يساهم في تسجيل أي هدف وبالتالي ساهم أدائه المنخفض في خروج منتخب بلاده من الدور الأول.
في أبريل 2009 قرر مدرب منتخب التشيك بيتر رادا معاقبة باروش بعدم استدعائه مستقبلا لأي مباراة دولية. وبعد أربعة أشهر من هذا القرار عاد الدرب واستدعاه المدرب في مباراة ودية امام المنتخب البلجيكي تمكن خلالها المهاجم من ابراز ذاته خلالها وسجل أحد اهداف المباراة الثلاث التي فاز بها منتخب التشيك 3-1.وبعدها قام باستدعائه ليلعب مباراة أخرى في تصفيات أوروبا المؤهلة لكأس العالم ليلعب واحدة من أهم مباريات التشيك الذي كان على المحك امام سان مارينو وسجل خلال المباراة 4 اهداف كفيلة بحصول منتخبه على النقاط الثلاث.

## الإحصائيات

### دوليا

#### الأهداف الدولية
ظَهَرَ باروش لأوَّلِ مرةٍ ضِد بلجيكا في أبريل 2001، وسجَّل خِلالهَا هَدفه الأوَّل وانتَهت المُباراة بالتعادل 1–1. سجَّلَ باروش ثُلاثية واحِدَة ضِد سان مارينو خِلالَ تصفيات كأس العالم 2010 في سبتمبر 2009، إذ حقَّق بذلك رقمًا قياسيًا بتسجيلهِ أربعةُ أهدافٍ.
نتيجة جمهورية التشيك مُدرجة أولًا، يشير عمود الهدف إلى النتيجة بعد كل هدف أحرزهُ باروش. اعتبارًا من المباراة الملعوبة في 21 يونيو 2012.
| #. | التاريخ        | المكان                                                   | المشاركة | الخصم               | الهدف | النتيجة | المسابقة                     | م.     |
| -- | -------------- | -------------------------------------------------------- | -------- | ------------------- | ----- | ------- | ---------------------------- | ------ |
| 1  | 25 أبريل 2001  | جنرالي أرينا، براغ، جمهورية التشيك                       | 1        | بلجيكا              | 1–1   | 1–1     | مباراة ودية                  | [ 5 ]  |
| 2  | 6 يونيو 2001   | نا ستينادليخ، تبليتسه، جمهورية التشيك                    | 2        | أيرلندا الشمالية    | 3–1   | 3–1     | تصفيات كأس العالم 2002       | [ 7 ]  |
| 3  | 5 سبتمبر 2001  | نا ستينادليخ، تبليتسه، جمهورية التشيك                    | 5        | مالطا               | 3–2   | 3–2     | تصفيات كأس العالم 2002       | [ 8 ]  |
| 4  | 6 أكتوبر 2001  | جنرالي أرينا، براغ، جمهورية التشيك                       | 6        | بلغاريا             | 3–0   | 6–0     | تصفيات كأس العالم 2002       | [ 9 ]  |
| 5  | 6 سبتمبر 2002  | جنرالي أرينا، براغ، جمهورية التشيك                       | 12       | صربيا والجبل الأسود | 3–0   | 5–0     | مباراة ودية                  | [ 10 ] |
| 6  | 6 سبتمبر 2002  | جنرالي أرينا، براغ، جمهورية التشيك                       | 12       | صربيا والجبل الأسود | 5–0   | 5–0     | مباراة ودية                  | [ 10 ] |
| 7  | 16 أكتوبر 2002 | نا ستينادليخ، تبليتسه، جمهورية التشيك                    | 13       | بيلاروس             | 2–0   | 2–0     | تصفيات بطولة أمم أوروبا 2004 | [ 11 ] |
| 8  | 20 نوفمبر 2002 | نا ستينادليخ، تبليتسه، جمهورية التشيك                    | 14       | السويد              | 3–2   | 3–3     | مباراة ودية                  | [ 12 ] |
| 9  | 12 فبراير 2003 | ملعب فرنسا، سان دوني، فرنسا                              | 15       | فرنسا               | 2–0   | 2–0     | مباراة ودية                  | [ 13 ] |
| 10 | 30 أبريل 2003  | نا ستينادليخ، تبليتسه، جمهورية التشيك                    | 18       | تركيا               | 4–0   | 4–0     | مباراة ودية                  | [ 14 ] |
| 11 | 6 سبتمبر 2003  | ملعب دينامو، مينسك، روسيا البيضاء                        | 20       | بيلاروس             | 2–1   | 3–1     | تصفيات بطولة أمم أوروبا 2004 | [ 15 ] |
| 12 | 10 سبتمبر 2003 | تويوتا أرينا، براغ، جمهورية التشيك                       | 21       | هولندا              | 3–1   | 3–1     | تصفيات بطولة أمم أوروبا 2004 | [ 16 ] |
| 13 | 31 مارس 2004   | لانسداون رود، دبلن، جمهورية أيرلندا                      | 22       | جمهورية أيرلندا     | 1–1   | 1–2     | مُباراة ودية                  | [ 17 ] |
| 14 | 2 يونيو 2004   | تويوتا أرينا، براغ، جمهورية التشيك                       | 24       | بلغاريا             | 1–0   | 3–1     | مُباراة ودية                  | [ 18 ] |
| 15 | 6 يونيو 2004   | نا ستينادليخ، تبليتسه، جمهورية التشيك                    | 25       | إستونيا             | 1–0   | 2–0     | مُباراة ودية                  | [ 19 ] |
| 16 | 6 يونيو 2004   | نا ستينادليخ، تبليتسه، جمهورية التشيك                    | 25       | إستونيا             | 2–0   | 2–0     | مُباراة ودية                  | [ 19 ] |
| 17 | 15 يونيو 2004  | الملعب البلدي، أفيرو، البرتغال                           | 26       | لاتفيا              | 1–1   | 2–1     | بطولة أمم أوروبا 2004        | [ 20 ] |
| 18 | 19 يونيو 2004  | الملعب البلدي، أفيرو، البرتغال                           | 27       | هولندا              | 2–2   | 3–2     | بطولة أمم أوروبا 2004        | [ 21 ] |
| 19 | 23 يونيو 2004  | ملعب جوزيه ألفالادي، لشبونة، البرتغال                    | 28       | ألمانيا             | 2–1   | 2–1     | بطولة أمم أوروبا 2004        | [ 22 ] |
| 20 | 27 يونيو 2004  | ملعب التنين، بورتو، البرتغال                             | 29       | الدنمارك            | 2–0   | 3–0     | بطولة أمم أوروبا 2004        | [ 23 ] |
| 21 | 27 يونيو 2004  | ملعب التنين، بورتو، البرتغال                             | 29       | الدنمارك            | 3–0   | 3–0     | بطولة أمم أوروبا 2004        | [ 23 ] |
| 22 | 26 مارس 2005   | نا ستينادليخ، تبليتسه، جمهورية التشيك                    | 36       | فنلندا              | 1–0   | 4–3     | تصفيات كأس العالم 2006       | [ 24 ] |
| 23 | 30 مارس 2005   | ستاد دي أيكسوفال البلدي، أندورا لا فيلا، أندورا          | 37       | أندورا              | 2–0   | 4–0     | تصفيات كأس العالم 2006       | [ 25 ] |
| 24 | 4 يونيو 2005   | ملعب أو نيسي، ليبيريتس، جمهورية التشيك                   | 38       | أندورا              | 5–1   | 8–1     | تصفيات كأس العالم 2006       | [ 26 ] |
| 25 | 8 يونيو 2005   | نا ستينادليخ، تبليتسه، جمهورية التشيك                    | 39       | مقدونيا             | 6–1   | 6–1     | تصفيات كأس العالم 2006       | [ 27 ] |
| 26 | 7 سبتمبر 2005  | أندريف ستاديون، أولوموتس، جمهورية التشيك                 | 42       | أرمينيا             | 3–0   | 4–1     | تصفيات كأس العالم 2006       | [ 28 ] |
| 27 | 26 مايو 2006   | ملعب تيفولي الجديد، إنسبروك، النمسا                      | 47       | السعودية            | 1–0   | 2–0     | مُباراة ودية                  | [ 29 ] |
| 28 | 7 أكتوبر 2006  | ملعب أو نيسي، ليبيريتس، جمهورية التشيك                   | 51       | سان مارينو          | 3–0   | 7–0     | تصفيات بطولة أمم أوروبا 2008 | [ 30 ] |
| 29 | 7 أكتوبر 2006  | ملعب أو نيسي، ليبيريتس، جمهورية التشيك                   | 51       | سان مارينو          | 7–0   | 7–0     | تصفيات بطولة أمم أوروبا 2008 | [ 30 ] |
| 30 | 15 نوفمبر 2006 | تويوتا أرينا، براغ، جمهورية التشيك                       | 53       | الدنمارك            | 1–1   | 1–1     | مُباراة ودية                  | [ 31 ] |
| 31 | 24 مارس 2007   | تويوتا أرينا، براغ، جمهورية التشيك                       | 55       | ألمانيا             | 1–2   | 1–2     | تصفيات بطولة أمم أوروبا 2008 | [ 32 ] |
| 32 | 20 أغسطس 2008  | ملعب ويمبلي، لندن، إنجلترا                               | 66       | إنجلترا             | 1–0   | 2–2     | مُباراة ودية                  | [ 33 ] |
| 33 | 12 أغسطس 2009  | نا ستينادليخ، تبليتسه، جمهورية التشيك                    | 74       | بلجيكا              | 2–1   | 3–1     | مُباراة ودية                  | [ 34 ] |
| 34 | 5 سبتمبر 2009  | تيهيلنه بوله، براتيسلافا، سلوفاكيا                       | 75       | سلوفاكيا            | 2–2   | 2–2     | تصفيات كأس العالم 2010       | [ 35 ] |
| 35 | 9 سبتمبر 2009  | ملعب ميروسلاف فالينتا، أوهرسكه هراديشتيه، جمهورية التشيك | 76       | سان مارينو          | 1–0   | 7–0     | تصفيات كأس العالم 2010       | [ 6 ]  |
| 36 | 9 سبتمبر 2009  | ملعب ميروسلاف فالينتا، أوهرسكه هراديشتيه، جمهورية التشيك | 76       | سان مارينو          | 2–0   | 7–0     | تصفيات كأس العالم 2010       | [ 6 ]  |
| 37 | 9 سبتمبر 2009  | ملعب ميروسلاف فالينتا، أوهرسكه هراديشتيه، جمهورية التشيك | 76       | سان مارينو          | 3–0   | 7–0     | تصفيات كأس العالم 2010       | [ 6 ]  |
| 38 | 9 سبتمبر 2009  | ملعب ميروسلاف فالينتا، أوهرسكه هراديشتيه، جمهورية التشيك | 76       | سان مارينو          | 5–0   | 7–0     | تصفيات كأس العالم 2010       | [ 6 ]  |
| 39 | 29 مارس 2011   | ملعب ستريليكي أوستروف، تشيسكي بوديوفيتسه، جمهورية التشيك | 81       | ليختنشتاين          | 1–0   | 2–0     | تصفيات بطولة أمم أوروبا 2012 | [ 36 ] |
| 40 | 29 فبراير 2012 | ملعب أفيفا، دبلن، جمهورية أيرلندا                        | 87       | جمهورية أيرلندا     | 1–0   | 1–1     | مُباراة ودية                  | [ 37 ] |
| 41 | 26 مايو 2012   | بروفيرتيل أرينا، هارتبيرغ، النمسا                        | 88       | إسرائيل             | 1–0   | 2–1     | مُباراة ودية                  | [ 38 ] |

## روابط خارجية
- ميلان باروش على موقع IMDb (الإنجليزية)
- ميلان باروش على موقع قاعدة بيانات الفيلم (الإنجليزية)

- ميلان باروش على موقع الاتحاد الدولي (مؤرشف)  (الإنجليزية)
- ميلان باروش على موقع الاتحاد الأوربي (الإنجليزية)
- ميلان باروش على موقع الاتحاد التشيكي (الإنجليزية)
- ميلان باروش على موقع اتحاد تركيا (لاعب) (الإنجليزية)
- ميلان باروش على موقع رابطة كرة القدم الفرنسية للمحترفين (الإنجليزية)
- ميلان باروش على موقع قاعدة بيانات كرة القدم.إي يو (الإنجليزية)
- ميلان باروش على موقع ليكيب (الفرنسية)
- ميلان باروش على موقع ناشيونال فوتبول تيمز (الإنجليزية)
- ميلان باروش على موقع Soccerbase.com (لاعب) (الإنجليزية)
- ميلان باروش على موقع Soccerway.com (الإنجليزية)